# Alison Goldfrapp

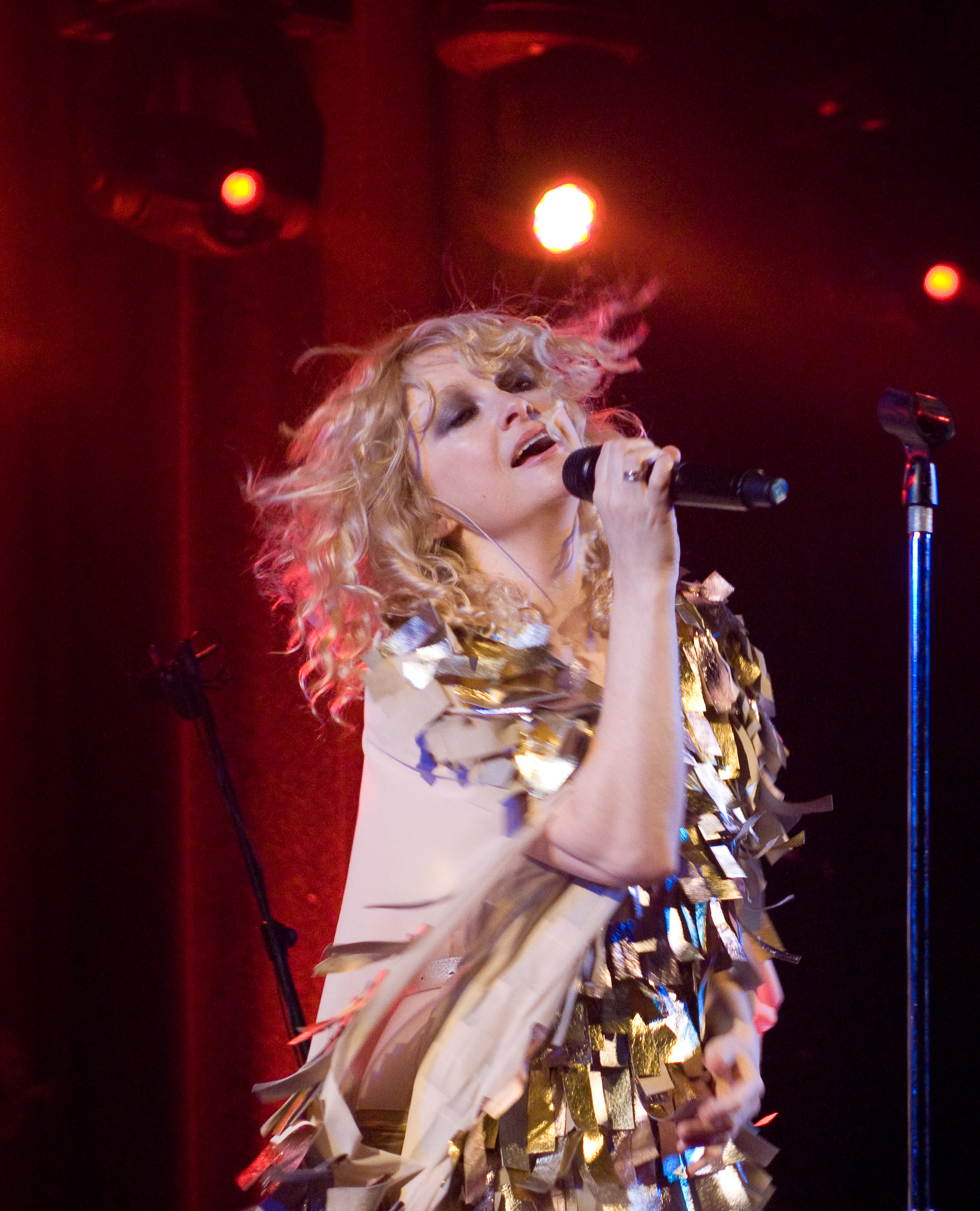
Alison Goldfrapp (2010)

Alison Elizabeth Margaret Goldfrapp (* 13. Mai 1966 in London) ist eine britische Sängerin, Songwriterin, Produzentin und Namensgeberin des Duos Goldfrapp, das elektronische Musik produziert.

## Leben
Alison Goldfrapp wurde in Enfield, London, als jüngstes von sechs Kindern geboren. Ihr Vater Nick war Offizier der britischen Armee, ihre Mutter Isabella Krankenschwester. Während ihrer Kindheit zog die Familie oft um, bevor sie sich schließlich in Alton, Hampshire, niederließ. 
Mit 19 Jahren zog Goldfrapp nach Belgien, um als Sängerin zu arbeiten. Nach ihrer Rückkehr studierte sie Bildende Kunst an der Middlesex University School Of Art. Nach erfolgreichem Abschluss ging sie mit dem Musiker Tricky auf Tour und wirkte an dessen Debütalbum Maxinquaye mit.

## Karriere
Mit dem Komponisten Will Gregory gründete sie 1999 die nach ihr benannte Band Goldfrapp, mit der sie ihren bisher größten Erfolg hatte. Goldfrapp sind u. a. für Titel wie Ooh La La, Ride A White Horse und Strict Machine bekannt. Sie arbeitete unter anderem an dem Soundtrack OVO von Peter Gabriel für die Millennium Dome Show von 2000 mit. Neben Goldfrapp steuerte sie den Gesangspart für das von Paul Castle komponierte Titellied der Kinderserie Old Bear Stories bei. In der Serie The L Word hatte sie 2007 einen Gastauftritt. Für den Soundtrack des Films Nowhere Boy, einer Filmbiografie über John Lennons Teenagerjahre, war Alison Goldfrapp 2009 mit verantwortlich.

## Privatleben
2010 outete sich Alison Goldfrapp in einem Interview als bisexuell und benannte die Filmeditorin Lisa Gunning als ihre Partnerin.

„I think of everything as being about a person and a relationship, and I am in a wonderful relationship with a wonderful person. It just happens to be with a lady… It’s something I’ve thought about for a long time and it concurs with my philosophy on life and sexuality. I don’t think it can or should be pigeonholed. I’ve thought about this since I was a teenager. I’ve always found it claustrophobic to think about having to put things into categories like that. My sexuality is the same as my music and my life. Why does it need a label?“

„Ich betrachte alles als eine Person und eine Beziehung, und ich bin in einer wunderbaren Beziehung zu einer wunderbaren Person. Es ist zufällig mit einer Frau… Ich habe lange darüber nachgedacht und es stimmt mit meiner Lebens- und Sexualphilosophie überein. Ich glaube nicht, dass man das in eine Schublade stecken kann oder sollte. Ich habe darüber nachgedacht, seit ich ein Teenager war. Ich fand es immer klaustrophobisch, darüber nachzudenken, Dinge in solche Kategorien einordnen zu müssen. Meine Sexualität ist dieselbe wie meine Musik und mein Leben. Warum braucht es ein Etikett?“

## Diskografie

### Studioalben
- 2023: The Love Invention
- 2025: Flux

### Singles
- 2023: Digging Deeper
- 2023: Fever
- 2023: So Hard So Hot
- 2023: Never Stop
- 2025: Find Xanadu
- 2025: Reverberotic